# 刘钦明
刘钦明（Henry Lécroart, S.J.，1864年11月4日－1939年8月17日），法国耶稣会士，天主教直隶东南代牧区宗座代牧。
1864年11月4日，刘钦明出生于法国里尔 。1897年8月28日（32岁），刘钦明成为耶稣会神甫。1917年7月30日，刘钦明被任命为直隶东南代牧区助理主教。1918年2月7日祝圣。
1919年12月23日（55岁），刘钦明升为直隶东南代牧区宗座代牧。1939年8月17日，刘钦明主教去世，年74岁，继任者是赵振声主教（1937年-1968年）。